# گروتسک (فیلم ۱۹۸۸)
«گروتسک» (انگلیسی: Grotesque (1988 film)) فیلمی در ژانر ترسناک است که در سال ۱۹۸۸ منتشر شد.